# Ctimene suspensa
Ctimene suspensa är en fjärilsart som beskrevs av Swinhoe 1902. Ctimene suspensa ingår i släktet Ctimene och familjen mätare. Inga underarter finns listade i Catalogue of Life.